# Klimat Mozambiku
Klimat Mozambiku – Mozambik znajduje się w strefie klimatów: podrównikowych suchych (część północna) oraz zwrotnikowych wybitnie suchych (część południowa). Wyróżniane są dwie pory roku sucha (zima) oraz deszczowa (lato). Rozciągłość południowa powoduje znaczną zmienność klimatu w porównaniu do innych krajów afrykańskich.

## Położenie Mozambiku

Położenie Mozambiku

Mozambik leży w południowej Afryce na zachodnim wybrzeżu Kanału Mozambickiego. Rozciągłość południkowa wynosi 1770 km, natomiast równoleżnikowa 320 na południu i ok. 645 na północy.

## Temperatury
Najcieplejszym miesiącem w Mozambiku jest październik, natomiast najchłodniejszym jest przełom czerwca i lipca. Temperatura najcieplejszego miesiąca w zależności od regionu wynosi od 24–28 do około 35–38 °C. Natomiast minimalna najchłodniejszego około 10–12 °C. Okres wegetacyjny trwa cały rok.

## Opady i wilgotność
Na terenie Mozambiku występują głównie opady deszczu (przeważnie ulewnego), rzadko gradu. Opady bardzo zróżnicowane zarówno przestrzennie jak i czasowo. Więcej deszczu spada na terenach wyżynnych. Roczny przebieg opadów wykazuje dwie pory roku: suchą i deszczową. Pora sucha w zależności od miejsca wynosi od 6 do 10 miesięcy. Pora deszczowa rozpoczyna się w listopadzie. Różnice pomiędzy porą suchą a deszczową zwiększają się w miarę oddalania się od wybrzeża.

## Zachmurzenie i usłonecznienie
Zachmurzenie nad Mozambikiem jest różne w zależności od pory roku i miejsca. Latem (styczeń) wynosi około 60–70% a zimą (lipiec) od 30–50%. Usłonecznienie wynosi około 3000–3400 godzin rocznie.

## Wiatry i ciśnienie
W Mozambiku dominują przez cały rok wiatry wschodnie (znad oceanu). W lipcu Wyż Południowoafrykański powoduje odchylenie wiatrów na północ.

## Czynniki wpływające na kształtowanie się klimatu

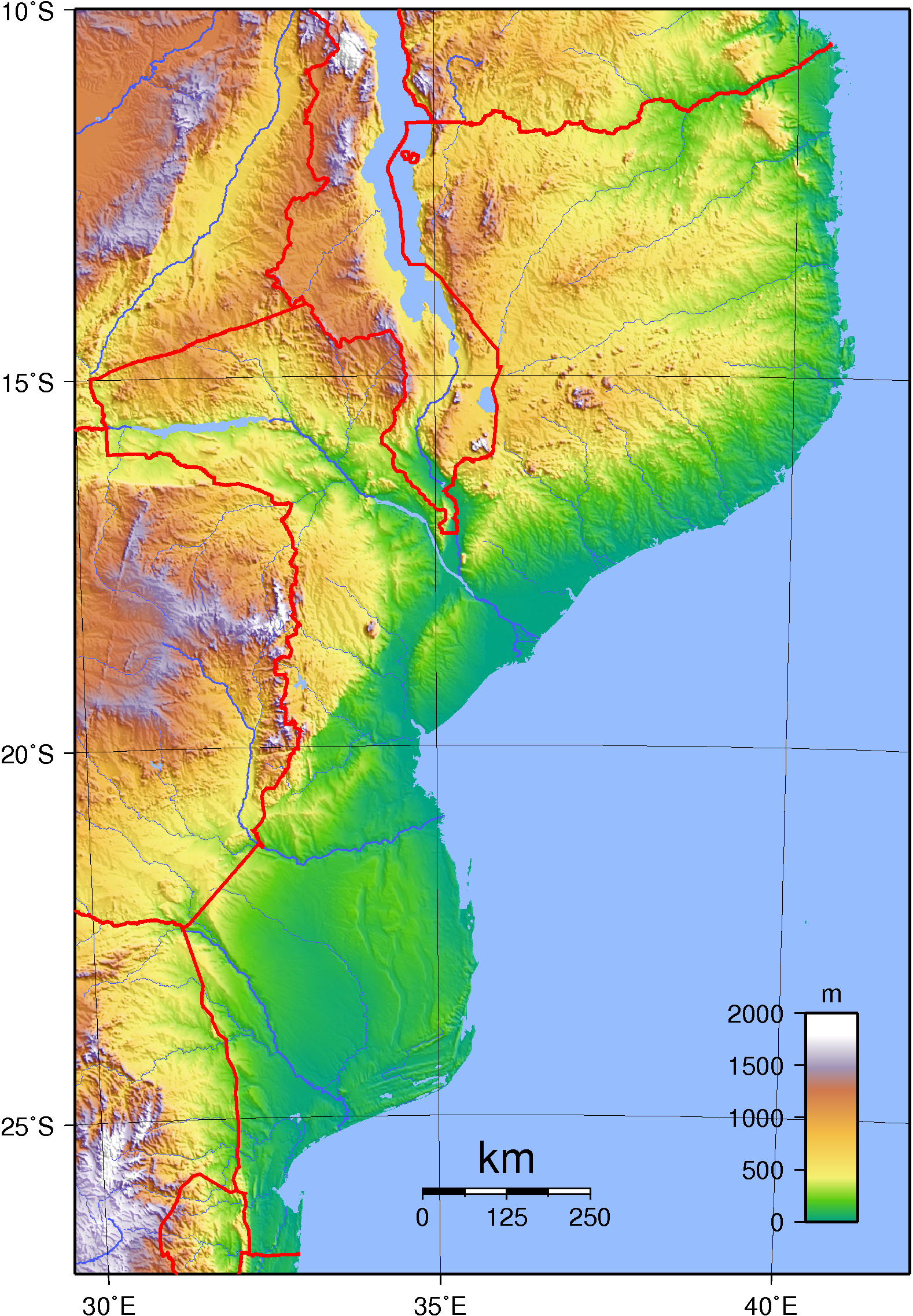
Mapa topograficzna Mozambiku

### Ocean i prądy morskie
Na klimat Mozambiku zwłaszcza w części nadbrzeżnej ma wpływ ciepły Prąd Mozambicki, który przepływa Kanał Mozambicki z północy na południe. Mimo że w klimacie morskim jesień powinna być cieplejsza od wiosny to Prąd Mozambicki powoduje odwrócenie tej sytuacji.

### Bariery orograficzne
Mozambik leży wzdłuż wybrzeża, na południu znajduje się rozległa Nizina Mozambicka, na północy wąski pas nizin nadmorskich przechodzący w Wyżynę Mozambicką. Geomorfologia oddziałuje na klimat szczególnie na sumę opadów.